# Protoeuskera
Se entiende por protoeuskera, protovasco, protovasco tardío, protovascuence, canónico o mitxeleniano (en euskera aitzineuskara) la reconstrucción deductiva del euskera (realizada principalmente por Koldo Mitxelena) que pudo hablarse antes del contacto de este idioma con el latín y que se sitúa entre los siglos V a. C. y el año 1. Su antecesor directo sería el pre-protoeuskera y su sucesor el euskera arcaico o también llamado histórico. 

## Clasificación filogenética

### Conocimiento sobre el protoeuskera
El protoeuskera no parece relacionado con ninguna otra lengua fuera del grupo euskérico (modernas variedades de euskera, antiguo aquitano o "euskera arcaico"). El protoeuskera es una lengua hipotéticamente reconstruida mediante reconstrucción interna, pero no es una lengua directamente testimoniada, por lo que se conoce su estructura general con bastante detalle, pero algunos detalles particulares eluden las posibilidades de la reconstrucción interna. Muchas de las características reconstruidas para el protoeuskera y parte de su vocabulario están muy cercanos y en ocasiones son idénticos a las formas testimoniadas del aquitano, lo cual confirma las conjeturas sobre su estructura hechas mediante la reconstrucción interna.
Sin embargo, convendría no descartar el recurso a la reconstrucción externa e ir más allá de los tabúes que reducen el euskera a una lengua aislada, sobre todo sabiendo que las investigaciones dirigidas por Michel Morvan llevaron a este lingüista a afirmar que no lo es completamente.
La reconstrucción del protoeuskera se debe al trabajo de los lingüistas y filólogos Henri Gavel, Koldo Mitxelena (Fonética histórica vasca, etc.), Alfonso Irigoyen, etc., y más recientemente Joseba Lakarra, Joaquín Gorrochategui, Ricardo Gómez, Michel Morvan, Larry Trask, Arnaud Etchamendy (alias Eñaut Etxamendi), Juliette Blevins,  Mitxelena y Lakarra se ocupan de reconstruir diferentes estados de lengua del protovasco: el estudio de Mitxelena concierne a la lengua anterior a la llegada de los romanos, y el de Lakarra, a la lengua anterior a la llegada de los celtas. En cuanto a Eñaut Etxamendi, después de extraer la raíz primitiva de las palabras en euskera, y compararla con las correspondientes indoeuropeas aplicando la teoría de la raíz trilítera de E. Benvéniste, concluye que el euskera y las lenguas indoeuropeas forman parte de la misma familia. Juliette Blevins llega a la misma conclusión, basándose en el protocolo utilizado por Koldo Mitxelena y Joseba Lakarra.

### Propuestas de parentesco
No se ha podido probar el parentesco entre el euskera y otras lenguas de África, Europa o Asia, no han faltado propuestas de posibles parentescos con numerosas lenguas de esos tres continentes. Ninguna ha resultado ser concluyente, es decir, no se han encontrado largas listas de vocabulario relacionadas fonética y semánticamente (que es la mejor evidencia de parentesco entre lenguas diferentes), y más importante aún las breves listas de palabras semejantes o cognados putativos nunca exhiben correspondencias fonéticas regulares, lo cual no permite probar el parentesco de manera clara. Por esas razones todas las propuestas de parentesco hasta la fecha han sido descartadas por la mayoría de los especialistas en lingüística histórica, aunque algunos autores y escuelas minoritarias siguen creyendo razonables algunas de las propuestas. L. Trask examina con cierto detalle algunas de las propuestas de parentesco que han gozado de cierta popularidad:
- La hipótesis bereber o afroasiática defendida por Gabelentz (1894), Schuchardt (1913), Murakovski (1963-64), John Bengtson (1994) y otros.
- La teoría del substrato vascónico de Theo Vennemann (1993), según la cual en grandes extensiones de Europa se habrían hablado lenguas emparentadas muy directamente con el euskera antes de ser suplantadas, a la llegada de pueblos indoeuropeos.
- La hipótesis indoeuropea propuesta inicialmente por el escritor romántico Chaho (1824) y considerada por el lingüista amateur Darricarrère (1885). Posteriormente algunos lingüistas propusieron, no tanto que el euskera y el indoeuropeo derivaran de una fuente común, sino que parte del léxico del celta y ocasionalmente algunas palabras de origen desconocido del griego o el germánico fueran un préstamo de una lengua relacionada con el euskera. Eñaut Etxamendi defiende y demuestra esta teoría en su tesis de doctorado «Euskera-Erderak, Basque et langues Indo-europénnes, Essai de comparaison» presentada y defendida en la Universidad de Pau-Pays de l’Adour, en marzo de 2007. Juliette Blevins llega a las mismas conclusiones en su obra publicada en inglés en julio de 2018, bajo el título “Advances in Proto basque. Reconstruction with evidence for the proto-indo-european-euskarian hypothesis.” que podría traducirse por « Avances en el protovasco. Reconstrucción del protovasco a partir de pruebas sobre la hipótesis proto-indoeuropea».
- La hipótesis vasco-ibérica sostiene que el ibérico hablado principalmente en el sureste y este de la península ibérica en tiempos prerromanos estaría emparentado con el vasco. El primero en señalar explícitamente al ibero como un antecesor del vasco fue Larramendi (1728), aunque la idea de que el vasco podría estar relacionado con otras lenguas prerromanas es anterior. Humboldt (1821), Hübner (1893), Schuchardt (1908) encontraron razonable la idea, pero no usaron demasiados datos lingüísticos válidos porque el valor fonético de los signos del ibérico no se logró en forma razonablemente satisfactoria hasta 1949. Tras el desciframiento del ibérico, A. Tovar (1961) y K. Mitxelena (1958) consideraron los textos ibéricos pero concluyeron que las semejanzas eran superficiales. Tras diversos intentos modernos, la suposición más fuerte de que el ibérico es traducible mediante el euskera, ha quedado completamente desacreditada y se ha supuesto que ciertas semejanzas superficiales son más bien el resultado de un Sprachbund de lenguas más que de una relación filogenética.
- Este concepto de Sprachbund forma parte del análisis de Michel Morvan; y, según Eñaut Etxamendi, se produjo, cronológicamente, mucho antes de lo que se ha venido a llamar, por comodidad, el «Proto-Indoeuropeo». Es también la hipótesis del arqueólogo Collin Renfrew,[5] analizada de forma explícita, por el también arqueólogo Jean-Paul Demoule.[6] Volviendo a la hipótesis vasco-ibérica, Jean-Baptiste Orpustan,[7] profesor emérito de la Universidad de Burdeos-Michel Montaigne, y Luis Silgo Gauche,[8] profesor de la Universidad de Valencia, después de profundizar este tema, ambos encontraron un parentesco tan sorprendente entre el euskera y el ibero que L. Silgo Gauche introdujo el concepto de paleoeuropeo.
- La hipótesis caucásica, que en realidad incluye varios intentos de relacionar el euskera con el caucásico meridional o el caucásico septentrional. Lafon (1976) y Jan Braun (1981) propusieron independientemente una relación con el caucásico meridional y una lista de cognados (entre los cuales hay numerosos errores de transcripción, uso de préstamos latinos confundidos con palabras patrimoniales vascas, segmentaciones arbitrarias, reconstrucciones erróneas de protovasco). La relación con las dos familias caucásicas septentrionales fue propuesta por K. Bouda (1948) y más recientemente por Čirikba (1985), que repiten errores como los de Braun y fracasan a la hora de encontrar regularidad en las correspondencias fonéticas. La hipótesis dené-sino-caucásica acepta preliminarmente la relación con el caucásico septentrional, pero es todavía más débil, ya que si las propuestas vasco-caucásicas son dudosas, más lo es aún suponer parentescos con otras lenguas más lejanas y más diversas.

## Descripción lingüística

### Fonología

#### Primer acercamiento
Martinet fue el primero que se aproximó con éxito al sistema fonológico del protovasco. Dentro de palabras en los préstamos del latín, el rasgo [+/−sonoro] de las explosivas se mantenía, pero en comienzo de palabra no sucedía así y todos resultaban siempre [+sonoro] (por ejemplo, pacem > bake). Se dijo que en euskera esa diferencia sólo se producía dentro  de palabra, pero esta teoría no parecería normal si se la comparase con lo que ocurre en las otras lenguas del mundo. Martinet trajo al debate el sistema de las explosivas del danés, en que el rasgo no es [+/−sonoro], sino [fortis / lenis], o sea, un fonema tiene una realización más fuerte y otra más débil. Cada uno tiene una pronunciación distinta dependiendo de su posición fuerte (en comienzo de palabra) o débil (entre vocales). Las sonoras latinas adoptaron un fonema u otro, según su posición.
Koldo Mitxelena no sólo aceptó esta hipótesis sino que la amplió a todo el sistema. Así, junto a los pares de silbantes africadas (fortes) y fricativas (lenes), y además del formado por las vibrantes, propuso las formas fortes (/N/ y /L/) de /n/ y /l/. El fonema /N/ explica por qué la nasal geminada (escrita <nn>) del latín se mantiene como /n/ en el euskera actual y la nasal simple del latín ha desaparecido (anatem > vasco ahate). Del mismo modo, las /L/ hoy se conservan como /l/ (*aLaba > vasco alaba 'hija') y las que eran /l/ hoy son /r/ simples (*eNala > vasco enara 'golondrina'). Parece que dichos procesos de lenición se produjeron durante la Edad Media. Además de esto, Mitxelena excluyó la /m/ del sistema, porque era un sonido secundario (casi siempre está en lugar de una /b/ influida por la proximidad de una /n/, v.g. *bini > mihi, *senbe > seme), excluyó asimismo el fonema /p/ porque aparecía en distribución complementaria, y los fonemas palatales los consideró como expresivos. 
Según eso, Mitxelena propuso este sistema, aceptado por Lakarra:
|           |        | bilabial | coronal | coronal | velar |
| laminal   | apical | bilabial |         |         | velar |
| --------- | ------ | -------- | ------- | ------- | ----- |
| Oclusiva  | fortis | *p       | *t      | *t      | *k    |
| Oclusiva  | lenis  | *b       | *d      | *d      | *g    |
| Sibilante | fortis |          | *tz     | *ts     |       |
| Sibilante | lenis  |          | *z      | *s      |       |
| Nasal     | fortis |          | *N      | *N      |       |
| Nasal     | lenis  |          | *n      | *n      |       |
| Líquida   | fortis |          | *L, *R  | *L, *R  |       |
| Líquida   | lenis  |          | *l, *r  | *l, *r  |       |
Si bien el número de fonemas y su relación estructural con los demás es claro, existen algunas cuestiones fonéticas que deben notarse:
- Si bien /*b, *d, *g/ son la contrapartida lenis (es muy posible que estos sonidos inicialmente no fueran sonoros, por lo que se emplean los signos de consonantes sonoras solo por conveniencia) de /*p, *t, *k/, fonéticamente en euskera moderno en la mayoría de contextos suenan como aproximantes [β, ð, ɣ], aunque tras nasal o pausa sí pueden ser fonéticamente oclusivas.
- Las silbantes fortes /*tz, *ts/, escritas por otros autores simplemente como /*Z, *S/, en euskera moderno suenan como africadas aunque no es seguro que en proto-euskera tuvieran una articulación africada.
- Como se ha señalado anteriormente, existe cierta evidencia para pensar que algunas consonantes fortes podrían articularse como geminadas o consonantes largas, de hecho el contraste entre fortes y lenes sólo se da en posición intervocálica; en posición inicial absoluta, sólo parecen haber existido consonantes lenes, y en posición final absoluta, sólo consonantes fortes. Además algunos sonidos o no aparecen en posición inicial absoluta o su ocurrencia es muy restringida (y dado el carácter hipotético de las reconstrucciones hasta dudosa). Las restricciones fonotácticas que propone Mitxelena se dan en el siguiente cuadro:

Junto con esos fonemas segmentales parecen haber existido algunos procesos fonológicos suprasegmentales como la inserción de aspiración *[h] dada por reglas fonológicas automáticas más o menos entendidas. También está el desarrollo de variantes palatales de las consonantes coronales con fines expresivos, para expresar aspectos afectivos o formar diminutivos, así:
- /*t/ > [ c ] tt
- /*s, *z/ > [ ʃ ] x, /*ts, *tz/ > [ ʧ ] tx
- /*l, *L/ > [ ʎ ] ll, /*n, *N/ > [ ɲ ] ñ

Los cambios anteriores también se producen cuando cualquiera de esos fonemas sigue al fonema /i/.
Recordemos que según los defensores del euskera lengua aislada, los fonemas / p / y / m / no existen ni en protovasco ni en pre-protovasco.
Sin embargo, según E. Etxamendi, en euskera, las raíces de muchas palabras corresponden a raíces indoeuropeas muy arcaicas y contienen esas letras. Cita en su tesis ejemplos que lo demuestran; he aquí dos de ellos, uno con /p/ y otro con /m/. Por su parte, la lingüista  americana Juliette Blevins (que va en el mismo sentido) da también ejemplos para /p/ y para /m/ en su obra ya citada .
En cuanto a las vocales el sistema vocálico parece haber sido muy estable en prácticamente todas las variedades durante siglos el inventario básico era de cinco unidades /*i, *e, *a, *o, *u/, y los diptongos posibles parecen haber sido /*ai, *ei, *oi; *au, *eu/. Históricamente se observan algunos cambios metafónicos /*a/ > /e/, /*e/ > /i/ (cambio metafónico condicionado), /*u/ > /i/ (cambio esporádico: latín MUCCU(M) > muku 'moco' > muki o lat. CORPUS > gorputz > gorpitz en roncalé y en zuberotar).

#### Otro análisis
En el análisis anterior, la comparación entre el supuesto "original" latín/ celta y la forma que le dio el supuesto "préstamo" vasco, proporcionaría información sobre la fonología del "protovasco".
Los préstamos de formas, de un idioma a otro, son un fenómeno universal (Sprachbund). En este primer enfoque, la realidad del préstamo está basada en el postulado de que el euskera no está relacionado con ningún otro idioma indoeuropeo. Por consiguiente, las palabras de este idioma, (excepto coincidencias en términos universales) con forma y significado cercano del celta o del latín, son consideradas necesariamente como préstamos.
A continuación, algunos ejemples de supuestos préstamos que tienen una explicación más allá de la lengua a la que se atribuye el origen: la palabra bake “paz” antes citada por A. Martinet como un préstamo al latín podría ser anterior a pacem. En sánscrito existen las formas bhakṣa, que corresponde al euskera bazka “alimento” y bhága “parte, porción” pero también… “paz, beatitud”, sentimientos derivados de las nociones de alimento y reparto, como en tokario-A pãk y en tokario-B pāke “parte, porción” (se está en paz, cuando uno está… bien alimentado).
Ocurre lo mismo con MUKU = “moco” supuesto préstamo al latín muccu(m). Ni Meillet ni Chantraine identifican claramente su origen, como tampoco el de otras palabras que comienzan por el mismo morfema /mu-/. Para Chantraine es un «étimo expresivo»; para Meillet «una onomatopeya» (Meillet) y evocan una hipotética raíz /*(s)meu-/.
Además, un análisis riguroso de palabras tan banales como ἀρχος [arkhos], en griego “archi-, arcaico”; uestigium, en latín “vestigio” o en griego κάλαμος [kálamos] “caña” y καλάμη [kalámē] “rastrojo, paja”, cuya etimología no lograron identificar ni Antoine Meillet ni Pierre Chantraine, podrían explicarse gracias al euskera. 
Ocurre lo mismo con una familia tan importante como la del latín lux “luz” o los derivados de electr-.-.
No hay duda alguna que hubo préstamos interlingüísticos. En cambio, no es fácil decir quién prestó a quién. Tenemos ejemplos actuales: la palabra anglosajona fashion, muy en boga en las fashion-weeks, procede en realidad del francés façon “forma”, como la inevitable palabra anglosajona manager que viene del italiano maneggiare “manejar”, o el inglés tennis que procede del francés tenez,” tenga”, que decía el que lanzaba la pelota a su contrincante de juego, etc.
Otro ejemplo, la palabra vasca GORPUTZ “cuerpo”. Se dice que es un préstamo que esta lengua tomó del latín corpus, sin que los latinistas sepan explicar su etimología. Pues bien, podría explicarse a partir del análisis de la palabra vasca, compuesta de dos elementos: /*GOR-/ idea de “carne” y PUTZ “soplo” o sea, “carne (dotada de) soplo (de vida)”.
Es tan frecuente este tipo de “coincidencias” que parece oportuno reconsiderar no sólo la teoría del “euskera lengua aislada” sino también la explicación etimológica de muchos de los llamados “prestamos”.

### Morfología
Raíz silábica

Supuesta extensión de las lenguas prerrománicas

Joseba Lakarra propone para el pre-protoeuskera el modelo silábico CVC, tal y como lo definió Émile Benvéniste en su tesis publicada en 1935, y también como se puede deducir de las palabras de antigua herencia vasca, retirando el modelo CVCV propuesto con anterioridad. Mitxelena, por el contrario, había propuesto (C)V(W)(R)(S)(T), pero según Lakarra el modelo es demasiado extenso, y además estas posiciones no aparecen en ninguna palabra. En el euskera de hoy quedan  palabras del modelo CVC; por ejemplo, lur 'tierra', zur 'madera' o gar 'llama'. En cualquier caso, estas raíces silábicas tenían limitaciones que aparecen en la parte de la fonología.
Eñaut Etxamendi aplica el método silábico de Emile Benvéniste CVC (tema I pleno) que evoluciona progresivamente hacia CC (tema II reducido). El euskera y el micénico constan mayoritariamente de temas tipo I, o pleno, mientras que en griego clásico y en latín dominan los temas tipo II, o reducidos. Esto permite concluir diciendo que el euskera y el micénico son más antiguos. 
El secreto de la pertinencia de este análisis reside en discernir acertadamente cuál es la raíz o tema de la palabra estudiada.
Eñaut Etxamendi se ha dado cuenta, como lo hemos señalado precedentemente, que muchos vascólogos confunden prefijos y raíz y no pueden, por consiguiente, hacer un análisis fehaciente de la etimología de la palabra estudiada. 
Si se descartan los prefijos (en NEGRITA), se puede constatar que muchas palabras vascas están dotadas de una raíz muy similar a la de muchas palabras indoeuropeas de la misma familia (SUBRAYADAS) a menudo  con el mismo significado.
Repetimos, la dificultad etimológica reside a veces en saber detectar la auténtica raíz de la palabra, como lo ilustran los ejemplos siguientes:
Imposible explicar la etimología de la palabra griega καλάμη [kalámē] analizada por Chantraine, 484  que dice: «el vocalismo de las palabras griegas en καλα- permanece aislado.»
Ocurre lo mismo con la familia lux “luz”.
O como ocurre con la palabra Txakur que viene de Etxeko HOR. Dicen algunos lingüistas que el componenete HOR es básico. Pues bien, para E. Etxamendi, HOR sería la contracción de dos raíces: eusk. /*(b)EK(I)/, /*(h)EK(I)/ o “i.-e.”   /*OKw/ “ojo”+ eusk. /*HAR/ “coger” > OHAR “tener a ojo” “vigilar, cuidar” > HOR, “guardián”. Etxeko Hor = guardián de la casa >>> txakur

Medios para la formación de palabras
En una época más tardía, las citadas raíces CVC desarrollaron la capacidad de recibir prefijos (no como en el euskera actual) y de esta época tenemos las palabras con CV-CVC (lagun, mehar <*benar).
Joseba Lakarra ha descrito en numerosos trabajos un patrón protovasco antiguo de composición de voces monosílabas redobladas hacia la izquierda, observable en palabras modernas como gogor (de *gor) 'duro -a'; zezen (de *zen) 'toro'; zozo (de *zo) 'mirlo'; adar (de *dar → *da-dar) 'cuerno'; adats (de *dats → *da-dats) 'cabellera'; idi (de *di → *di-di) 'buey'; azal (de *zal → *za-zal) 'corteza'; eder (de *der → *de-der) 'bello -a'; odol (de *dol → *do-dol) 'sangre'; ahantzi (de *nan → *na-nan → *anan-tz) 'olvidar'; har (de *nar → *na-nar → *anaR) 'gusano'; ihintz (de *nin → *ni-nin → *inin-tz) 'rocío'; ohol (de *nol → *no-nol → *onoL) 'tabla'; hur (de *nur → *nu-nur → *unuR) 'avellana'... 
A este respecto, figura más adelante, en léxico reconstruido, el análisis no siempre concordante de Eñaut Etxamendi. 
Koldo Mitxelena realizó un trabajo de reconstrucción de esta protolengua en su obra magistral Fonética histórica vasca (1961): entre otros fenómenos, cabe citar el paso de /N/~/n/ y de /L/~/l/ intervocálicas antiguas a /n/~/h/ y a /l/~/r/ modernas en 'golondrina', vasc. común enara (*eNala), vizcaíno elai (*eLana); ahari 'carnero' (*(h)anari); ahuntz 'cabra' (*(h)anuntz); ardo 'vino' (*ardano); arpin 'llantén' (*ardi-bini, lit. 'lengua de oveja'); artzain 'pastor de ovejas' (*ardi-zani); arrain 'pescado' (*arrani); mehe 'delgado' (*bene); mihi 'lengua'; (*bini); hezur 'hueso' (*enazur, *anezur?); ikatz 'carbón' (*enikatz o *inikatz); gazta queso (*gaztana); ihi 'junco' (*ini); ohoin 'ladrón' (*onoin); orga 'carro' (*organa); sehi 'familiar' (*seni); suhi 'yerno' (*suni); zain 'guarda' (*zani); zi(i) 'bellota' (*zini).
A partir de las características de los verbos sintéticos y de la posición del participio y de la frase relativa, Ricardo Gómez ha propuesto el orden VSO (verbo-sujeto-objeto) para el protovasco antiguo, en contraste con el orden SOV (sujeto-objeto-verbo) moderno.
Mitxelena detalló el patrón de formación del verbo; por ejemplo: jakin 'saber' (de *e-aki-n), que E. Etxamendi analiza y explica: /*I(A)-/*J(A)-/ indica la anteriodad (cf. IAZ, JAZ “el año pasado”, JADA, JADANIK “ya” “desde”) + /*(E)K(I)/ “ojo” = “ver” + auxiliar /*(EG)IN/ “formar, concretar”:Jakin = lo sé porque lo he visto; ibili 'andar' (de *e-biL-i); egon 'estar' (de *e-go-n); izan 'ser' (de *e-iza-n), que E. Etxamendi analiza: /*IZ-/ “soplo, viento” + /*-AN/ sufijo de inesivo; joan 'ir' y eraman 'llevar' (de *e-oa-n y de *e-ra-oa-n, respectivamente); *e-du-n 'haber' como participio de la flexión verbal dut/det/dot<*daut, 'he'.
Alfonso Irigoyen remontó la flexión moderna di(n)ot 'digo', di(n)ost, dinaust 'me lo dice', al participio *enau(t)si que habría sido la base de euskara, euskera 'lengua vasca'.

### Sintaxis
La ausencia de escritos dificulta mucho conocer la morfosintaxis del protovasco. No obstante, las características de los verbos sintéticos dieron pie a Ricardo Gómez a proponer que, en lugar del actual orden SOV, el pre-protoeuskera habría tenido el orden VSO. Otro indicio sería tener cerrada la categoría adjetivo, utilizando en el lugar que hoy aparece el adjetivo participios, préstamos u oraciones de relativo, todos ellos a la derecha.
Sin embargo, Eñaut Etxamendi constata que el análisis de dos ejemplos de verbos sintéticos pone en evidencia el orden OVS: 
DEREONA “lo que él trae” se analiza de la forma siguiente: /D/ (Objeto: “lo”) + R (facilitador fonético) +/OAN-/ (Verbo: “traer” + /AN/ “que” + /A/;
DAKIT “yo sé”, se analiza así: /D/(Objeto: “lo”)+ /(I)A/ “ya”+ /(E)K(I)/ “ojo”=”ver”(Verbo)+ /T/ “yo” (Sujeto), es decir, literalmente “lo ya vi yo”, en vez de “yo ya lo vi“, y si lo vi, LO SÉ, perfecto con sentido de presente.
Em ambos ejemplos se observa el orden OVS.

### Léxico reconstruido
Ejemplos de hipotéticos términos monosilábicos, reduplicados hacia la izquierda en el pre-protovasco, según Joseba A. Lakarra. Algunos, atestados, son reales, ej. Gogor (raíz *gor). Otros, no, como lo demuestra E. Etxamendi, basándose en la comparación con otras raíces indoeuropeas.
| Fuente | Protoeuskera   | Euskera      | Castellano         |
| ------ | -------------- | ------------ | ------------------ |
| K. M.  | *(h)ark-(h)ar  | elkar        | mutuamente         |
| K. M.  | *bade          | bat          | uno                |
| K. M.  | biga           | bi / biga    | dos                |
| K. M.  | bortz          | bost / bortz | cinco              |
| K. M.  | *bortzaz-bi    | zazpi        | siete              |
| K. M.  | *egu-gaitz     | ekaitz       | tormenta           |
| K. M.  | *en-be         | eme          | hembra             |
| J. L.  | *(h)er + ahur  | hiru         | tres               |
| K. M.  | *eze           | ez           | no                 |
| K. M.  | *(h)iL(e)-argi | ilargi       | luna               |
| J. L.  | *larr + ahur   | lau          | cuatro             |
| K. M.  | *sen-be        | seme         | hijo               |
| K. M.  | *un-be         | ume          | crío, -a, niño, -a |

- [*(h)ark-(h)ar] corresponde a ELKAR “mutuamente”, según Lakarra. Sin embargo Iñaut Etxamendi afirma que no se trata de una reduplicacion sino de una palabra compuesta: /*(H)AL-/*(H)EL-/ todo, todos”, + /*GAR-/ “hacer” verbo fósil.  Cp. el antónimo de (H)alkar- ->  BAKAR “solo, aislado <- /*BAT/ = “uno”+ /*KAR/ “todos” = “uno entre todos”

- (bortz, bost) “cinco”. Para Etxamendi, una forma compuesta: /*BOR-/*ZOR-/ [<- /*B(I)/ « 2 » + /*(z)ER-/*(z)OR-/ « cortar » = « cortado en dos » ?] = « mitad » + /*(t)Z(i)/  -> /*TZ-I/ « 10 »,  « diez »  (con una /-i / final de tematización)  --> cortar en dos diez; (la mitad de/*TZI/ « 10 ») = « 5 », « cinco». Es una construcción aglutinante.

- (*de-der) corresponde a  eder “bello”, según Lakarra. Según E. Etxamendi, la palabra se divide en dos partes:  EID + -DER : /*EID/ frente al i.-e. /*weid/, idea de “ver” + /*-DER/ sufijo de agente, en i.-e. -ter. Por consiguiente, podemos deducir que las formas vascas EDER, EIDER, EIJER, EITE perdieron una consonante inicial, como / w / en i.e, que hubiera podido dar en euskera un diptongo tipo /*ueid/, si esta lengua no hubiera preferido utilizar en tales casos una consonante (cp. araUera >> araBera). El mismo J. Lakarra subrayó la existencia de una consonante en la antigua ortografía de palabras como: Larrahederra, Maria Hederra, Anan hederra  [in Euskal Hiztegi Historiko-Etimologikoa (EHHE)]. Concluimos pues que la forma “protovasca” pudo haber sido /*HEIT-/*HEID-/ + suffijo de agente /-der/-ter/-tari/. Así, el i.-e /*weid/ da en griego clásico εἶδος [eĩdos] “aspecto, forma”, εἰδάλιμος [eidálimos] “de bella apariencia” y lo encontramos en euskera en palabras como *BEITE << BEHATE << BEGIRATE “observar”.

- (*do-dol) , actualmente odol “sangre”, dice Lakarra. Etxamendi explica que la sangre evoca en diversas lenguas la noción de “flujo”, ref. ingl. blood, gótico bloþ, irlandés fuil, galo gwæd ¿“líquido”? Por otra parte, el sánscrito ásṛ (genitivo) asnáḥ, el viejo latín aser, el hitita ēshar, nos hacen pensar en ISUR, IXUR, IZUR que en euskera significan “verter, fluir” y en JARIO “fluir, flujo”. ODOL “sangre” parece ser una forma contractada, con metátesis, del compuesto vasco (h)U(r)HOLDE “inundar”, que podría haber dado origen al griego πλώω [plṓō] “flotar, navegar” e “inundar”. Piensa que la forma en “protovasco” pudo haber sido (h)ODOL. No ve motivo alguno para atribuirle una reduplicación en *dodol. La analogía que invoca J. A. Lakarra es go-gor “duro”, pero existen otras muchas reduplicaciones, a menudo en formas verbales del perfecto, (como en griego): li-lirika (griego πίμπλημι [pímplēmi] “llenar”), “lleno hasta el tope”, ko(r)korika “agachado” (griego κόπρος [kópros] “excremento” -derivado de agachado-).

- (*na-nan) relacionado con *anantz “olvido”, según Lakarra, cuando, en relidad, según Etxamendi se puede emparentar el euskera AHANTZ (a-hantz) “olvido” = (literalment) “sin apariencia” con el griego α-φάσις [a-phásis] “que no aparece”, es decir “sin apariencia”.

- (*ze-zen) relacionado con ZEZEN “toro”. Según Etxamendi podría tratarse del perfecto del verbo /*SEIN /*SEINI/ “nacer, engendrar” << JIN, GIN, XIN “venir (al mundo)”. Ref. aquitánico sembe “hijo”, compuesto de /*SEN/ “venir, nacer” y de /*BE/ “que tiene que”; y SENIDE, SENTI frente al (latín) senex, (griego) γέγονα [gégona], (sánscrito) jajána “ha engendrado” y jāiti (euskera JAIO “nacimiento”), (latín) natio, genus, genitor.

- (*en-be) relacionado con EME “hembra”. Según Etxamendi EME procede de /*MAI-/*MAN-/, radical de E-MAN “hacer a alguien dueño de algo [...]” [...] “producir”; “ofrecer” ; “disponer”; /*E-/ aumento, prefijo de un primer aoristo + /*MA(N)/ “dar” + /*-(L)E/ sufijo de agente, significa “voluntad, deseo”.

- (*sen-be) relacionado con SEME. Para Etxamendi un nombre compuesto de /*SEN/ “venir, nacer” y de /*BE/ “que tiene que”, “que debe/va venir/nacer” es decir “hijo”

- [*(h)iL(e)-argi-], Lakarra se limita a relacionarlo con ILARGI “luna”. Para Etxamendi nombre compuesto de /IL-/ILA/ “mes” y /*(G)/(H)ARGI/ “luz” > ilhargi, “luna” = “la luna que indica el mes (lunar)”.

·        Ejemplos de Luis Michelena de términos protovascos :
| Proto-basque | Basque  | Français              |
| *ardano      | ardo    | vin                   |
| *ardi-zani   | artzain | berger                |
| *arrani      | arrain  | poisson               |
| *bene        | mehe    | mince, fin(e), maigre |
| *bini        | mihi    | langue (anatomie)     |
| *egu-gaitz   | ekaitz  | tempête               |
| *eLana       | elai    | hirondelle            |
| *eNala       | enara   | hirondelle            |
| *gaztana     | gazta   | fromage               |
| *ini         | ihi     | jonc                  |
| *organa      | orga    | chariot               |
| *seni        | sehi    | domestique            |
| *suni        | suhi    | gendre                |
| *zini        | zii, zi | gland                 |

A esta propuesta de Luis Michelena, Eñaut Etxamendi aporta las hipótesis siguientes:
- Según Michelena, *ardano está relacionado con ARDO / ARNO “vino”. Explica Etxamendi que en el Codex Calixtinus   https://es.wikipedia.org/wiki/Codex_Calixtinus  aparece “ardum” probablemente por *ar-dan, con /*(g)AR-/ de /*GAR-/ “fuego” y /*-DAN/ a partir de /*-DUN/ (o sea /*DU-AN/-EN/ “que tiene, que está provisto de”), es decir “(bebida) ardiente” = (castellano) “agua ardiente”, “provista de fuego” = alcoholizada.
- *bini podría estar relacionado con MIHI “lengua”, supone Michelena. Único argumento para tal hipótesis, otra hipótesis del suya : la ausencia del fonema / m / en “protovasco”.
- Y *bene relacionado con MEHE “delgado”. Único argumento para tal hipótesis, la precedente hipótesis: la ausencia del fonema / m / en “protovasco”. Según Etxamendi, esta palabra no está muy alejada del lat. macer “delgago” ni del gr. μῆκος (mēkoi) “longitud”.
- *egu-gaitz relacionado con EKAITZ “tempestad”, supone Michelena. Sin embargo, E. Etxamendi explica que EKAITZ es una forma verbal (debilitada) y auxiliada por IZan “ser”; en realidad es un aoristo con radical HEDa- “derramar, extender, verter, dejar caer”. Se descompone como sigue: /*E-/ aumento + /*-HED/ (ked-) “caer” + /*IZ(an) vestigio de “ser”. ¿Otra variante del mismo tipo sería E-KUZ-i “lavar, duchar”? IKUZ-I, ÜKHÜZ-I. Comparación: griego χέω, (homérico) χεύω y más tarde ἔχευσα [khéō, kheúō, ékheusa], micénico (Knossos) meta-kekumena “verter, derramar, dejar caer” con raíz /*ghew-/, a través de *ἔχεϝϝα [ékheϝ/wϝ/wa], según Chantraine (1256).
- *eNala relacionado con ENARA “golondrina”, según Michelena. Sin embargo, según E. Etxamendi podría ser una forma compuesta de /*EN/, vestigio de [<< /*PEN-/, /*PED-/, /*HED-/ “caer” o “volar” con idea de rapidez] + /*(H)ARA/ “pájaro”. Cp. latin penna o *pet-s-nā “lo que sirve para volar”; galo hedeg “volar” frente al compuesto vasco HEG-ATZ “ala” (en la provincia de Zuberoa “techo”, y HEGATS “aleta”). Y (H)ARA de (H)ARAN-O “aguila” = ¿“pájaro”? Como HED-a significa también “caer” o “volar” con idea de impulso y rapidez, (h)EN(h)ARA podría significar pues “que vuela rápido”, o “pájaro impetuoso” ; cp. /*(H)ARA/ con el griego ὄρνις [órnis] “pájaro” ; hitita ḫar-ás, genitivo ḫaranaš “del aguila” ; también en euskera, (h)ERNE “espabilado, rápido”.
- *gaztana se reconstruye relacionado GAZTA / GAZNA “queso”, es lo que nos dice Michelena. Pero, según Etxamendi GAZTA es una forma dialectal; existen otras: GAZNA (en Zuberoa), GASNA (Baja-Navarra), GASENA (Alta-Navarra). Analicemos esta última GASENA que se compone de /*GA(R)Z-/(*)“cristal” + /*EGINA/*-INA/ “hecho, transformado” ; metáfora de la coagulación que recuerda la  cristalización de la sal (GATZ << KARTZ) después de la evaporación del agua en una fuente salada. [(*)/*GA(R)Z-/ “piedra viva” <- /*KAR-/*HAR-/ “piedra, dureza” + /*IZ/ de izan “soplo, vida”, porque todo lo que brillaba se pensaba estar dotado de vida.]

#### Sistema numeral reconstruido
Sobre la antigua numeración vasca, se han realizado diferentes estudios y aportaciones, primero las de Mitxelena y las recopiladas por Agud y Tovar, y posteriormente las de Trask, Lakarra y Gómez-Acedo.